# São Bento (métro de São Paulo)
Pour les articles homonymes, voir São Bento.
São Bento (en portugais : Estação São Bento) est une station de la ligne 1 - Bleue du métro de São Paulo. Elle est située 109 Largo São Bento, dans le quartier  Sé, à São Paulo au Brésil. 
Mise en service en 1975, elle est exploitée par la Companhia do Metropolitano de São Paulo (CMSP), exploitant de la ligne 1.

## Situation sur le réseau

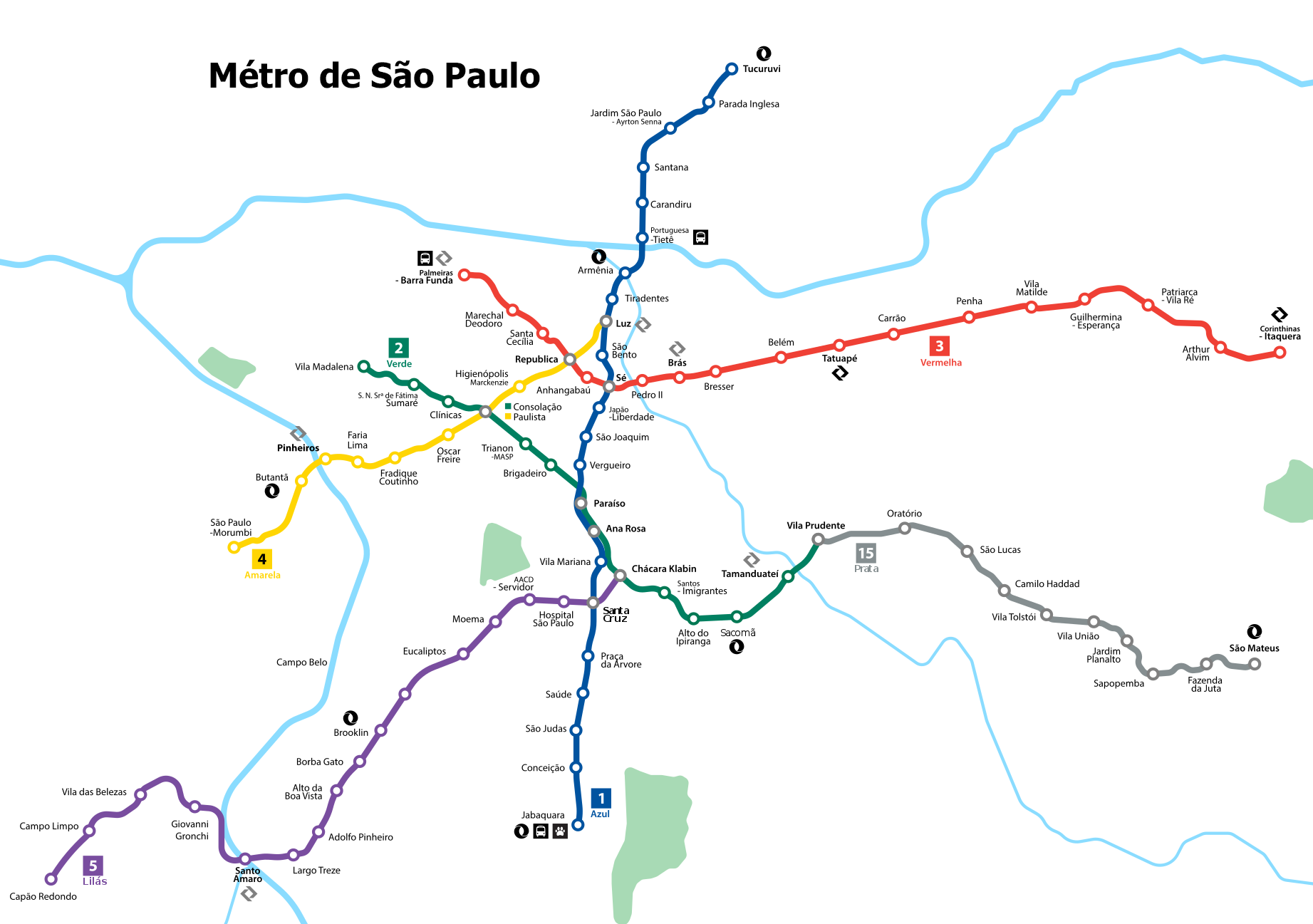
Plan du Métro de São Paulo 2020.

Établie en souterrain, São Bento est une station de passage de la ligne 1 du métro de São Paulo (bleue), située entre la station Luz, en direction du terminus nord Tucuruvi, et la station Sé, en direction du terminus sud Jabaquara,.
Elle dispose de deux quais latéraux qui encadrent les deux voies de la ligne.

## Histoire
La station São Bento est inaugurée le 26 septembre 1975. C'est une station avec mezzanine de liaison et deux quais latéraux superposés, structure en béton apparent. L'accès principal s'intègre à la place au niveau du trottoir. Elle a une superficie construite de 18 150 m2, sa capacité est de 40 000 voyageurs par heure, en heure de pointe.
Le nombre moyen de voyageurs entrant dans cette station est de 73 000 voyageurs par jour, selon les données du métro. Elle est située dans une région très fréquentée, la rua Boa Vista, et très proche de la région de la rua 25 de Março, en plus d'être située à côté du terminus Correio de SPTrans.
Considérée comme la troisième station la plus demandée sur la ligne, elle n'est la deuxième que Jabaquara (81 000) et Luz (106 000). Bien qu'elle est proche d'Anhangabaú, la plupart des voyageurs que se rendant à Anhangabaú utilisent la station du même nom, sur la ligne 3-Rouge .

## Services aux voyageurs

### Accès et accueil
L'accès principal est situé au largo São Bento, 109. Elle est accessible aux personnes à la mobilité réduite. Elle dispose également de cinq autres accès, à ladeira Porto Geral, au Vale do Anhangabaú, à rua São Bento et un autre rua Boa Vista.

### Desserte
São Bento est desservie par les rames de la ligne 1 du métro de São Paulo de 4h40 à 00h00.

Installations
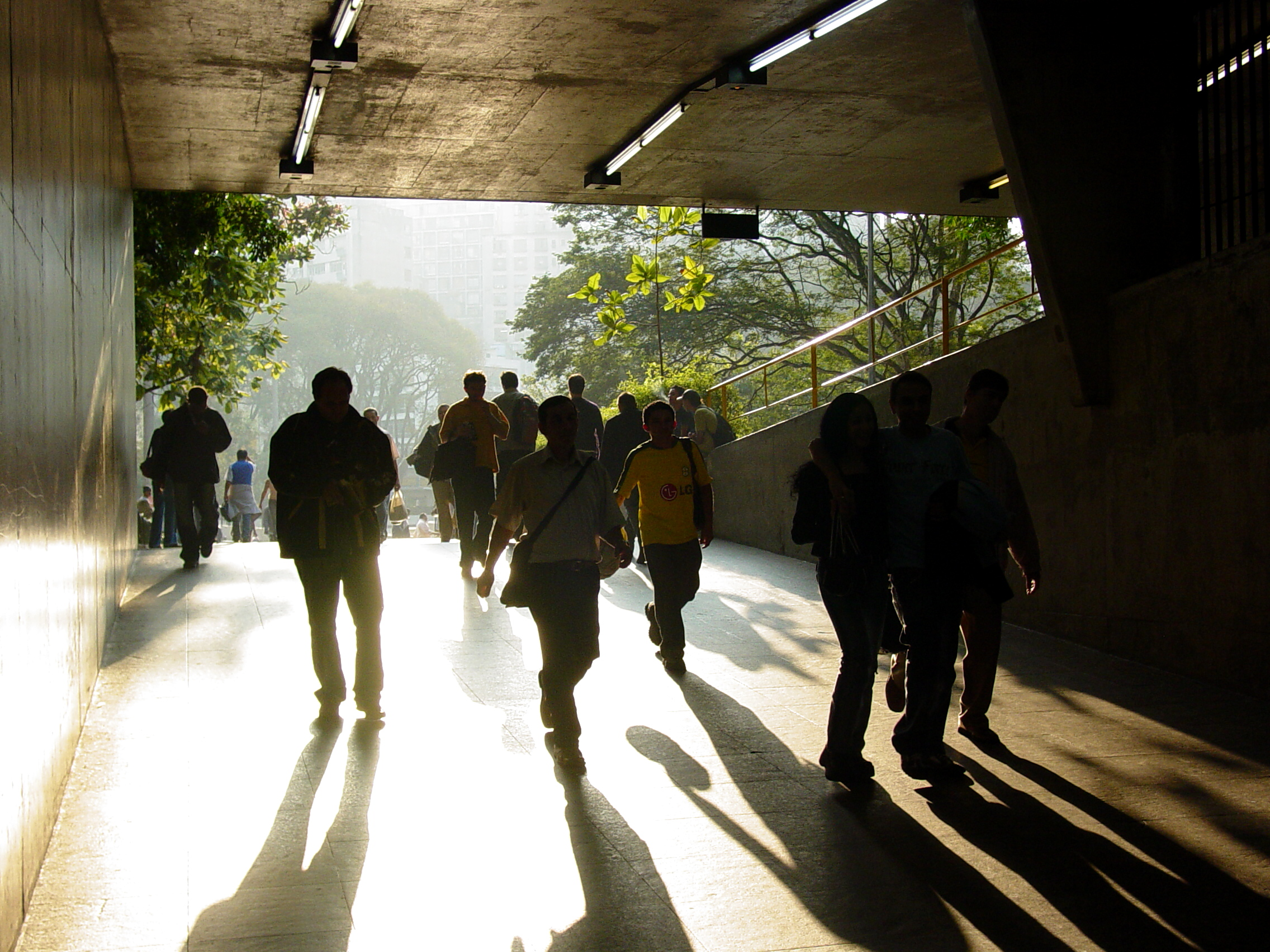
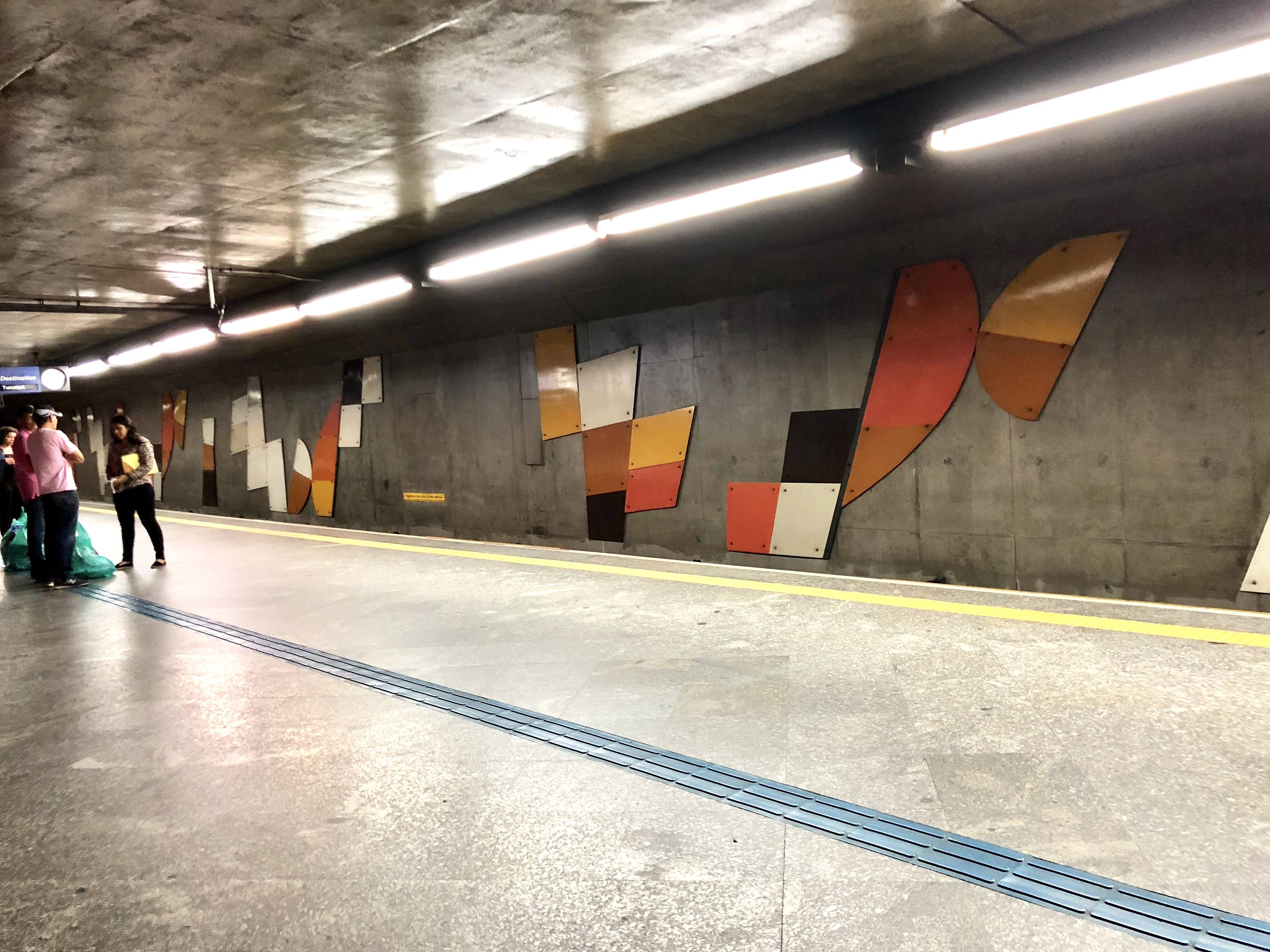
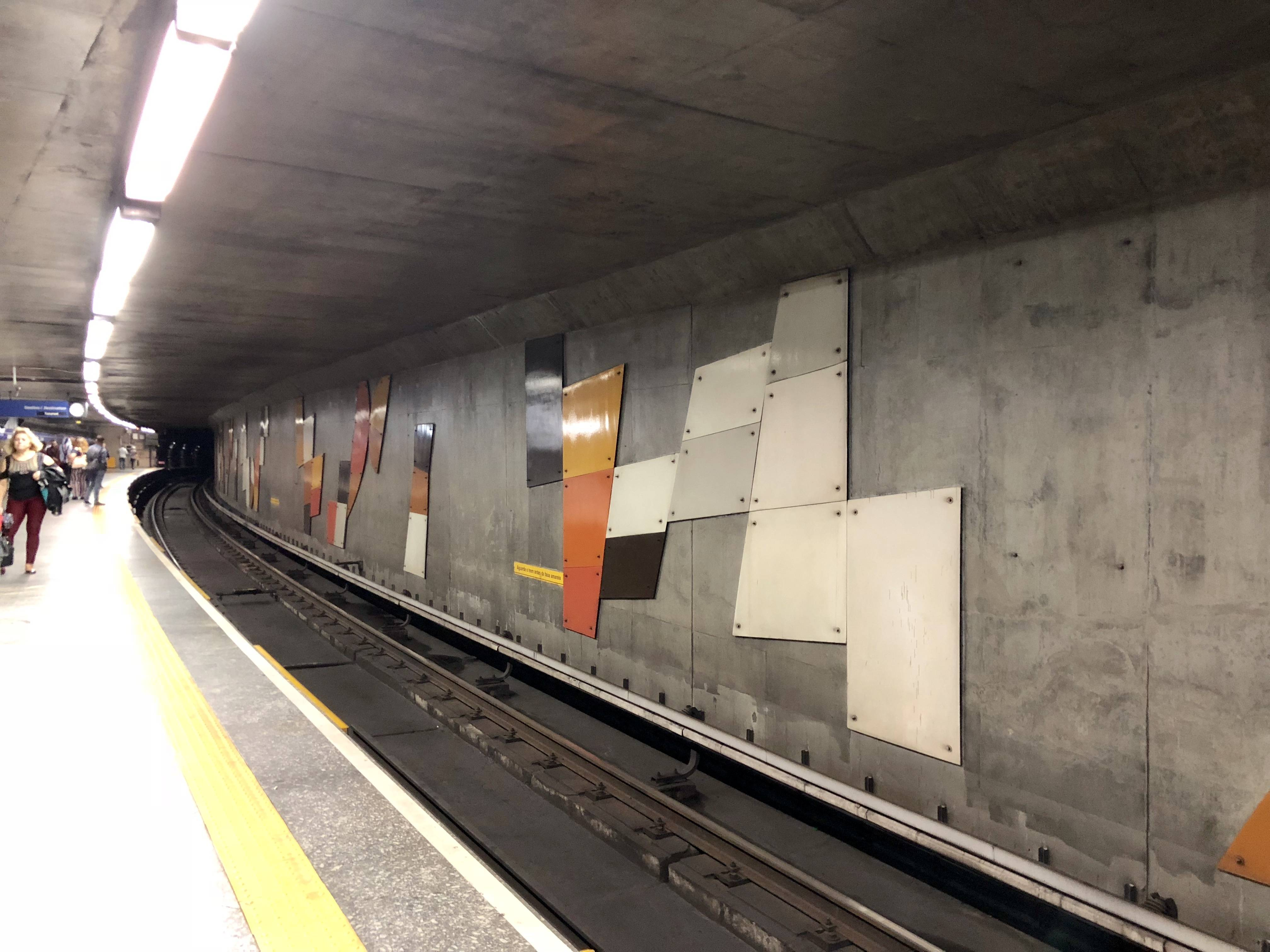

### Intermodalité
À proximité un arrêt de bus est desservi par la ligne 364.

## Art dans la station
- "Sem Título (composé de deux panneaux, voie 1 et 2)" (panneau), Odiléa Toscano, plaques découpées et peintes (1990), peintures synthétiques et acryliques et plaques métalliques (350 m² - les 2 panneaux), installées sur la plateforme, murs des voies 1 et 2[4].
- "Sem Título" (peinture murale), Maurício Nogueira Lima, peinture sur mur (1990), peinture acqua-cryl (450 m²), installée à l'accès à la station devant le jardin.

## À proximité
- Largo São Bento
- Viaduc Santa Efigênia
- Abbaye Saint-Benoît
- Colégio São Bento

## Projets
Le Secrétariat des transports métropolitains prévoit d'en faire une station de correspondances entre la ligne 1 et la future ligne 19-Céleste (Guarulhos-Cecap - Campo Belo),.